# Alpha Natural Resources
Alpha Natural Resources, Inc., (NYSE: ANR), är en amerikansk global leverantör av metallurgisk stenkol som produceras, bearbetas och säljes från cirka 150 gruvor och 40 behandlingsanläggningar som är baserade i delstaterna Kentucky, Pennsylvania, Virginia, West Virginia och Wyoming. Kunderna är främst inom energi– och stålsektorna.